# Fabio Orsini

Stemma originario degli Orsini

(Francesco Guicciardini)
Fabio Orsini (Roma, 1476 – Garigliano, 29 dicembre 1503) è stato un condottiero italiano.

## Biografia
Fabio Orsini nacque a Roma da Paolo Orsini. Venne addestrato alle arti del combattimento da prestissimo e, già all'età di diciotto anni, entrò a Montepulciano combattendo tra le forze senesi.
Nel 1498, il giovane Orsini si alleò con suo cugino, Bartolomeo d'Alviano, per combattere i Savelli, una famiglia rivale. Nello stesso anno la sua carriera condizionò la sua vita privata: per favorire la carica militare nell'esercito del papa, sposò nel 1497 Jeronima Borgia, cugina di Lucrezia Borgia, entrando a far parte dei ranghi della casata papale. Infatti, Fabio fu per un certo periodo in rapporti d'amicizia con Cesare Borgia, migliorando di molto lo status politico degli Orsini, incrementandone l'influenza.
All'inizio Fabio sembrò voler aiutare i nuovi parenti acquisiti. Nel 1499, durante la campagna militare in Romagna, Fabio liberò un amico imprigionato a Tor di Nona, dimostrando che la sua fedeltà ai Borgia non era poi così salda. Questo irritò Cesare, che troncò i rapporti con la famiglia Orsini, pur lasciando continuare la carriera di Fabio nell'esercito.
Nei mesi successivi, Fabio e il suo seguito furono assaliti dall'esercito del comandante Michelotto Corella e Cesare Borgia sottomise una volte per tutte la famiglia Orsini uccidendo il padre di Fabio, Paolo. Con ciò, Fabio fuggi e quindi attaccò senza successo l'armata di Michelotto Corella e fu costretto a vagare per la campagna come fuorilegge, razziando le campagne e saccheggiando gli avamposti papali, nonostante le taglie emesse su di lui da Alessandro VI. Successivamente, alla morte di quest'ultimo, rientrò nei ranghi dell'esercito pontificio con l'appoggio del nuovo pontefice, Giulio II. Nel dicembre del 1503 arrestò Cesare Borgia accusandolo di omicidio e incesto. 
Passato al servizio di Ferdinando il Cattolico, agli ordini di Gonzalo Fernández de Córdoba, Fabio partecipò alla battaglia di Garigliano del 1503, rimanendo ucciso da un verrettone.

## Altro
Fabio Orsini compare nel videogioco Assassin's Creed: Brotherhood.